# 奥珀卢萨斯 (路易斯安那州)
奥珀卢萨斯（Opelousas, Louisiana)，美国路易斯安那州圣兰德里堂区县城，位于49号州际公路与190号国道交汇处。2000年美国人口普查为22,860人口。
奥珀卢萨斯建立于1720年，是路易斯安那州第三古老的城市。该市因美国印第安人部落Appalousa而得名。